# Прапор Алабами
Прапор Алабами (англ. Flag of Alabama) — один із символів американського штату Алабама.
Прапор Алабами являє собою біле полотнище з Андріївським хрестом темно-червоного кольору.

## Прапор 1861 року
11 січня 1861 влада штату Алабама оголосили про вихід з Союзу і прийняли офіційний прапор, розроблений кількома жінками з Монтгомері, останні штрихи до якого були виконані Френсісом кор.
На лицьовій стороні в середині синього полотнища зображена богиня волі з опущеним мечем у правій руці і маленьким синім прапором із золотою зіркою і написом Alabama (з англ. Алабама) у лівій. Над її фігурою аркою розташовується напис золотими літерами: Independent now and forever (з англ. Незалежна зараз і назавжди). На зворотному боці зображений кущ бавовни і праворуч від нього звиваються техаський гримучник. Нижче — золота напис: Noli mi tangere (з лат. Не займай мене).
Цей прапор було піднято над офісом губернатора Алабами 11 січня 1861. Отримавши пошкодження від негоди, прапор було знято 8 лютого і більше не використовувався.